# Eremobina hanhami
Eremobina hanhami är en fjärilsart som beskrevs av Barnes och Benjamin 1924. Eremobina hanhami ingår i släktet Eremobina och familjen nattflyn. Inga underarter finns listade i Catalogue of Life.